# Jean De Coen
Jean De Coen (Brussel, 1890 - Knokke-Heist, 1979) was een Belgisch beeldhouwer, schilder en kunstverzamelaar.

## Levensloop
De Coen doorliep een kunstenaarsloopbaan als schilder van portretten, landschappen en stillevens. Hij trouwde met de kunstschilder Blanche Snoek (1890-1979). Hij werd ook een (omstreden) kunstcriticus, werd als deskundige geraadpleegd en organiseerde veilingen in de Brusselse Galerie Giroux.
Hij werd welstellend en legde een verzameling aan van hoofdzakelijk zeventiende-eeuwse Hollandse meesters. Hij bracht die onder in zijn villa Clos du Silence in Knokke. Hij ontving gastvrij al wie zijn collectie wenste te bezoeken, ook al werden hierna wat bemerkingen geuit over de authenticiteit van de werken of minstens van de toeschrijvingen. Vele bezoekers, onder wie museumdirecteurs en Belgische notabelen, lieten niettemin lovende commentaren achter in het Gulden Boek (1934-1978) dat De Coen aan de bezoekers voorlegde. Onder hen werden de handtekeningen aangetroffen van André Lhote, Leo Van Puyvelde, Paul Fierens, Claude Strebelle, M. Baugniet, Philippe Roberts-Jones, Roger Avermaete, Gustave Nellens enz.

## De valse Vermeers
De Coen mengde zich in de hevige discussies die plaatsvonden in verband met de valse Vermeers, gemaakt door Han van Meegeren (1889-1947).
Hij kwam in regelrechte botsing met professor Paul Coremans (1908-1965) die alle 'Vermeers' die laattijdig waren tevoorschijn gekomen, als vervalsingen door Van Meegeren bestempelde. 
De Coen koos partij voor Daniël George van Beuningen (1877-1955), eigenaar van een paar Vermeers toegeschreven aan Van Meegeren en spande zich in om ten minste sommige van de betroffen werken als authentieke Vemeers te doen erkennen.
Het ging volgens De Coen om de Emmaüsgangers en het Laatste Avondmaal. Hij beschouwde anderzijds Christus en de overspelige vrouw, De Zegening van Jacob en de Voetwassing als valse werken, gemaakt door een minderwaardig schilder. In 1950 publiceerde De Coen een rijkelijk geïllustreerd boek onder de titel Retour à la Vérité, om de twee door hem uitgekozen werken te verdedigen als echte Vermeers.
De polemiek met Coremans liep hoog op. Na de vroege dood van Coremans had De Coen het podium voor zichzelf. Hij gaf talrijke voordrachten waarin hij zijn stellingen verdedigde. Hij werd hierin bijgestaan door Jean Van Latum, een Brugse garagehouder en actief lid van Rotary, waar De Coen ook lid van was.

## Publicaties
- Où est passé le tableau que Van Dyck peignait pour la collégiale de Courtrai?, z.d.
- Retour à la vérité. Deux authentiques Vermeer, Rotterdam, Uitg. Ad. Donker, 1951.
- Back to the Truth. The genuine Vermeers, 1951.
- Vermeer - Van Meegeren, scandale ou vérité ?, 1968.